# Thành lũy Warszawa

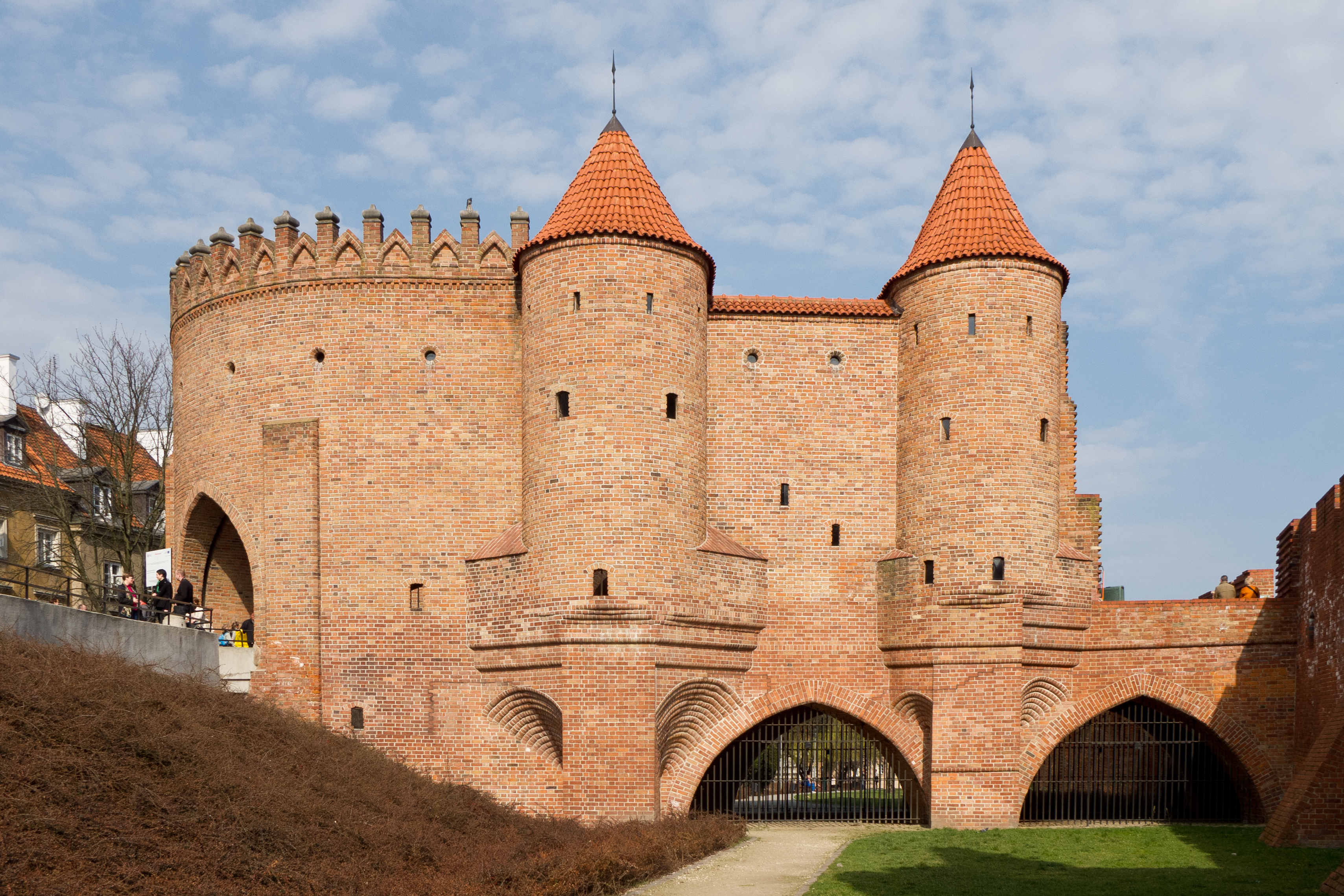
Warsaw Barbican, nhìn từ bên ngoài các bức tường thành phố cổ Warsaw.

Thành lũy Warszawa (tiếng Ba Lan: barbakan warszawski) là một thành lũy (tiền đồn kiên cố hình bán nguyệt) ở Warszawa, Ba Lan và là một trong số ít di tích còn lại của mạng lưới các công sự lịch sử phức tạp từng bao vây Warsaw. Nằm giữa trị trấn cũ và mới, nó là một điểm thu hút khách du lịch lớn.

## Lịch sử

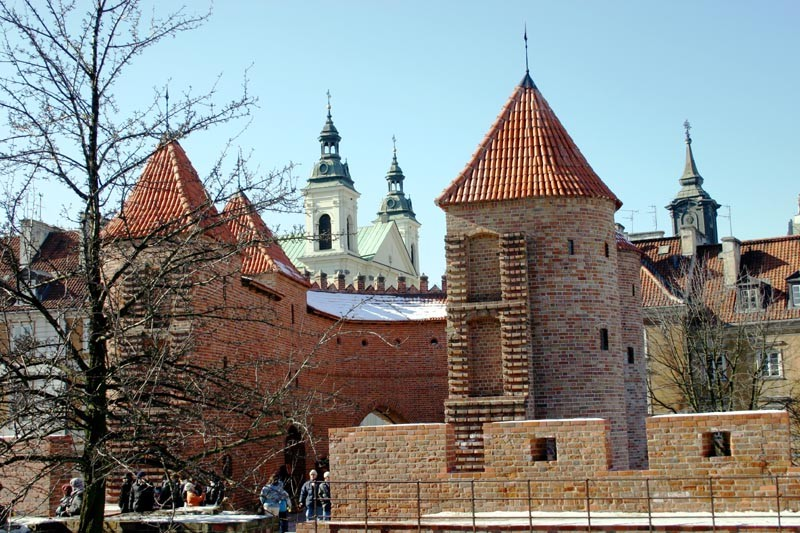
Thành lũy nhìn từ bên trong các bức tường thành phố cổ Warsaw

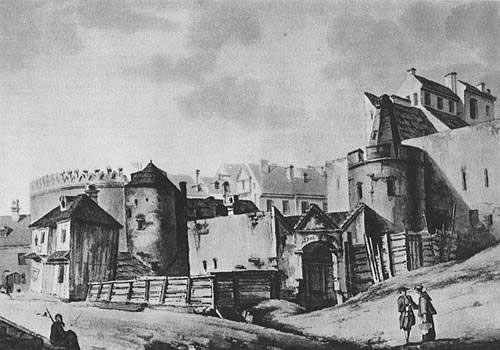
Thành lũy trong một bức tranh màu nước cuối thế kỷ 18 của Zygmunt Vogel.

Thành lũy được dựng lên vào năm 1540 thay cho một cánh cổng cũ để bảo vệ đường Nowomiejska. Nó được thiết kế bởi Jan Baptist the Venetian, một kiến trúc sư người Ý thời Phục hưng sống và làm việc tại vùng Mazowsze của thế kỷ 16 tại Ba Lan và là công cụ thiết kế lại các bức tường thành phố từ thế kỷ 14, vào thời điểm đó đã bị phá hủy. Barbican có dạng một hình bán nguyệt ba cấp pháo đài điều khiển bởi các người lính bắn súng hỏa mai. Nó rộng 14 mét và cao 15 mét tính từ đáy con hào, bao quanh các bức tường thành phố, và mở rộng 30 mét từ các bức tường bên ngoài.
Gần như ngay lập tức sau khi thành lập, thành lũy 4 tháp đã trở thành một kiến trúc lỗi thời phục vụ hầu như không có mục đích thực tế. Đây phần lớn là kết quả của sự tiến bộ nhanh chóng trong sức mạnh của pháo binh. Nó được sử dụng để bảo vệ thành phố chỉ một lần, trong cuộc xâm lược Ba Lan của Thụy Điển, vào ngày 30 tháng 6 năm 1656, khi nó phải bị quân đội Ba Lan của vua Ba Lan John II Casimir Vasa chiếm lại từ Thụy Điển.
Vào thế kỷ 18, thành lũy đã bị dỡ bỏ một phần vì giá trị phòng thủ của nó là không đáng kể, và thành phố được hưởng lợi nhiều hơn từ một cánh cổng lớn tạo điều kiện cho người dân và hàng hóa ra vào thành phố. Vào thế kỷ 19, phần còn lại của nó đã được đưa vào các tòa nhà chung cư mới được xây dựng (kamienica). Trong thời kỳ giữa 2 cuộc chiến tranh, năm 1937-1938, Jan Zachwatowicz đã xây dựng lại một phần của các bức tường và phần phía tây của cây cầu, phá hủy một trong những tòa nhà mới trong quá trình tái thiết. Tuy nhiên, việc thiếu kinh phí đã trì hoãn việc tái thiết hoàn toàn theo kế hoạch của thành lũy, và cuộc xâm lược Ba Lan năm 1939 của Đức Quốc xã đã khiến kế hoạch bị đình trệ.
Trong Thế chiến II, đặc biệt là Cuộc bao vây Warsaw (1939) và Cuộc nổi dậy Warsaw năm 1944, thành lũy đã bị phá hủy phần lớn, cũng như hầu hết các tòa nhà của Phố cổ. Nó được xây dựng lại sau chiến tranh, trong năm 1952–1954, trên cơ sở các bản khắc của thế kỷ 17, vì chính phủ mới quyết định sẽ chi tiêu rẻ hơn khi xây dựng lại thành lũy và các bức tường thành phố gần đó như một điểm thu hút khách du lịch hơn là xây dựng lại các khu nhà. Trong quá trình tái thiết của nó, gạch đã được sử dụng từ các tòa nhà lịch sử bị phá hủy ở các thành phố Nysa và Wrocław; hầu hết thành lũy đã được xây dựng lại, để dành cho hai cổng bên ngoài và tòa tháp cổ nhất ở phía bên của Phố cổ. Nó hiện đang là một điểm thu hút khách du lịch.

## Xem thêm

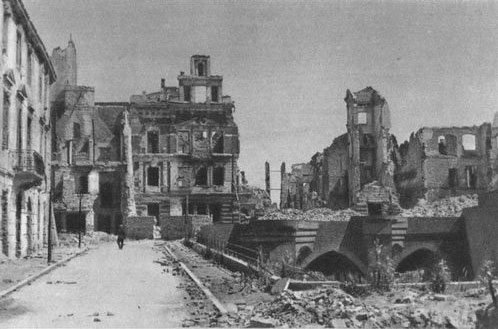
Thành lũy và các tào nhà liền kề, bị hư hại trong Thế chiến II.

## liên kết ngoài
- Barbican of Warsaw tại www.virtualtourist.com Lưu trữ ngày 19 tháng 2 năm 2020 tại Wayback Machine
- Barbican Warsaw Lưu trữ ngày 16 tháng 1 năm 2006 tại Wayback Machine
- (tiếng Ba Lan) Lịch sử của Barbacan và hình ảnh lưu trữ